# Írisz TV
Az Irisz TV a TV2 első testvércsatornája volt. 2004. szeptember 13-án indult és 2006. december 31-ig működött. A (Zone) Clubbal való osztott műsoridőben volt fogható a UPC-n és a helyi kábelhálózatokon 18:00-tól 23:00-ig (főműsoridőben). A csatorna megszűntével a Zone Club 24 órássá vált (egészen a Megamax 2011-es indulásáig).
A csatorna a Zone Clubhoz hasonlóan a nőket célozta meg. Neve az "izgalmas filmek, romantikus sorozatok, igazi sztárok, szórakoztató beszélgetések" rövidítése. A logójában az S betűnél egy íriszre emlékeztető forma volt.
A csatorna bár 2006. december 31-én megszűnt, honlapja azonban 2009-2010-ig elérhető volt.

## Korábbi műsorok
- All You Need is Love – Ha te is akarod
- Anita, a bűbájos bajkeverő
- Banánhéj
- Beverly Hills 90210
- Bulis hatos
- Claudia Show
- Club 2
- Dawson és a haverok
- Dumagép
- Édes élet olasz módra
- Férfi sztriptíz
- Fiorella
- Friss Uborka
- Jakupcsek
- Jóban Rosszban
- Kastélyszálló
- Katalin bírónő
- Kerge város
- Latin pofonok
- Magánszám – Üljön le Hajós Andrással!
- Marimar
- Nooormális??
- Megasztár (1. évad)
- Ötösfogat
- Stahl konyhája
- Szerelemhajó
- Szeretni beindulásig
- Tea
- Vastyúk is talál szeget (12–15. rész)
- Virágok klubja
- Yago

## A névről
A Central European Media Enterprises Írisz TV néven a két országos kereskedelmi televíziócsatorna frekvenciájának hasznosítására kiírt pályázaton indult, de veszített az RTL Klubbal és a TV2-vel folytatott versenyben. Emiatt később a CME perre ment. A társaság TV3 néven kezdett saját műsorszórásba. A TV2 tulajdonosa a per miatt felvásárolta a vállalkozást és bezáratta a TV3-at. Tervben volt, hogy tematikus csatornaként üzemeltetik tovább, viszont az akkori médiatörvény ezt tiltotta. Mivel a Írisz TV nevet a TV2 birtokolta, 2004-ben ezen a néven működtette kábelcsatornáját annak megszűnéséig.